# Hans-Joachim Budeit
Hans-Joachim Budeit (* 12. April 1927 in Kassel) ist ein deutscher Architekt und Architekturfotograf, der in Dortmund tätig war und vor allem durch seine Theaterbauten bekannt wurde.

## Leben
Hans Joachim Budeit absolvierte nach Schulbesuch in Magdeburg, Arbeits- und Kriegsdienst zunächst eine Schreinerlehre, ehe er 1949 ein Architekturstudium an der Hochschule für Baukunst und bildende Kunst Weimar begann, u. a. bei Hermann Henselmann. Dieses Studium schloss er nach einigen Semestern an der Technischen Hochschule Dresden an der Technischen Hochschule Berlin ab und sammelte im Rheinland erste Berufserfahrungen, u. a. bei Ernst Erik Pfannschmidt in Düsseldorf und bei Jochen Hebestreit in Mönchengladbach.
Ab 1958 war Budeit selbständiger Architekt in Dortmund. Frühe Erfolge in Architektenwettbewerben führten zu einem Schwerpunkt im Theater- und Versammlungsstättenbau; bedeutsame ausgeführte Bauten sind die Theater- und Konzerthalle Siegen, das Theater und Konzerthaus Solingen und das Theater Würzburg. Daneben war Budeit auch im Wohnungs- und Kirchenbau tätig; als eines seiner letzten Projekte entstand eine Trauerhalle in Hamm. Hans Joachim Budeit steht mit seiner Entwurfshaltung in der Tradition der klaren, strengen Nachkriegsmoderne, wie sie auch von anderen, mit beispielhaften Theaterbauten hervorgetretenen Architekten wie Gerhard Graubner und Gerhard Weber vertreten wurde.
Bereits während seiner Architektentätigkeit wandte sich Hans Joachim Budeit der Architekturfotografie zu; aus dieser in den 1990er-Jahren intensivierten Beschäftigung gingen mehrere Publikationen hervor.
Sein Vorlass wird im Baukunstarchiv NRW aufbewahrt.